# Laicun (köpinghuvudort i Kina, Jiangxi Sheng, lat 26,35, long 115,82)
Laicun är en köpinghuvudort i Kina. Den ligger i provinsen Jiangxi, i den sydöstra delen av landet, omkring 260 kilometer söder om provinshuvudstaden Nanchang. Antalet invånare är 51 257. Befolkningen består av 25 161 kvinnor och 26 096 män. Barn under 15 år utgör 29,0 %, vuxna 15-64 år 64 %, och äldre över 65 år 5,0 %.
Runt Laicun är det ganska tätbefolkat, med 230 invånare per kvadratkilometer. Laicun är det största samhället i trakten. I omgivningarna runt Laicun växer huvudsakligen savannskog.
Genomsnittlig årsnederbörd är 2 051 millimeter. Den regnigaste månaden är maj, med i genomsnitt 345 mm nederbörd, och den torraste är oktober, med 23 mm nederbörd.